# Cisne Rivera
María del Cisne Rivera Alvarez (sinh ngày 27 tháng 4 năm 1996 tại Cuenca) là một người mẫu ở Ecuador, Miss Teen Earth Ecuador và Miss Teen Earth International 2012.

## Hoa hậu tuổi teen 2012
Sau khi giành được danh hiệu Señorita Festejos 2012 tại Bucay, Ecuador, Rivera đã đăng quang Miss Teen Americas Ecuador 2012 tại Grand Hotel Guayaquil, do Rodrigo Moreira chọn.
Cô đi du lịch El Salvador để đại diện cho Ecuador và giành giải Trang phục dân tộc đẹp nhất.
Rivera được chọn là Miss Teen Earth đầu tiên ở Ecuador và cô đã giành được quyền đại diện cho đất nước của mình ở Ecuador trong cuộc thi sắc đẹp quốc tế Miss Teen Earth.
Cô đã đăng quang Miss Teen Earth vào ngày 15 tháng 9 tại Guayaquil, Ecuador, nơi mười bảy thí sinh từ khắp nơi trên thế giới tham gia cuộc thi. Cô mặc một chiếc váy dạ hội màu trắng với pha lê Swarovski, được thêu tay.
Rivera, 16 tuổi là một học sinh trung học, cư dân tại thành phố Bucay, đó là tham vọng của cô để theo học đại học và trở thành một chuyên gia và doanh nhân.

## Công tác từ thiện
Cô hợp tác với một số tổ chức từ thiện và trẻ em đường phố trong cộng đồng của mình.